# Săliștea de Sus
Săliștea de Sus (en hongrois Felsőszelistye) est une ville roumaine du județ de Maramureș, dans la région historique de Transylvanie et dans la région de développement du Nord-Ouest.

## Géographie
La ville de Săliștea de Sus est construite sur les bords de l'Iza, à 50 km à l'est de Sighetu Marmației, la capitale historique de la Marmatie, à 100 km à l'est de Baia Mare, la préfecture du județ et à 25 km à l'ouest de Borșa, au cœur du Pays de Maramureș (Țara Maramureșului).
Sur le territoire de la commune, le Mont Ștefănița et le Mont Merișor culminent à 1 152 m.
À quelques kilomètres de la ville se trouve la gare d'Iza, située sur la ligne de chemin de fer Sighetu Marmației-Salva.

## Histoire
La première mention écrite de la ville date de 1365 sous le nom de Keethzeleste.
En 1472, elle devient possession de la famille Dragfi, très influente en Transylvanie.
Comme toutes les autres localités de Marmatie, Saliștea de Sus eut à subir l'invasion tatare de 1717 durant laquelle son église fut brûlée.

## Religions

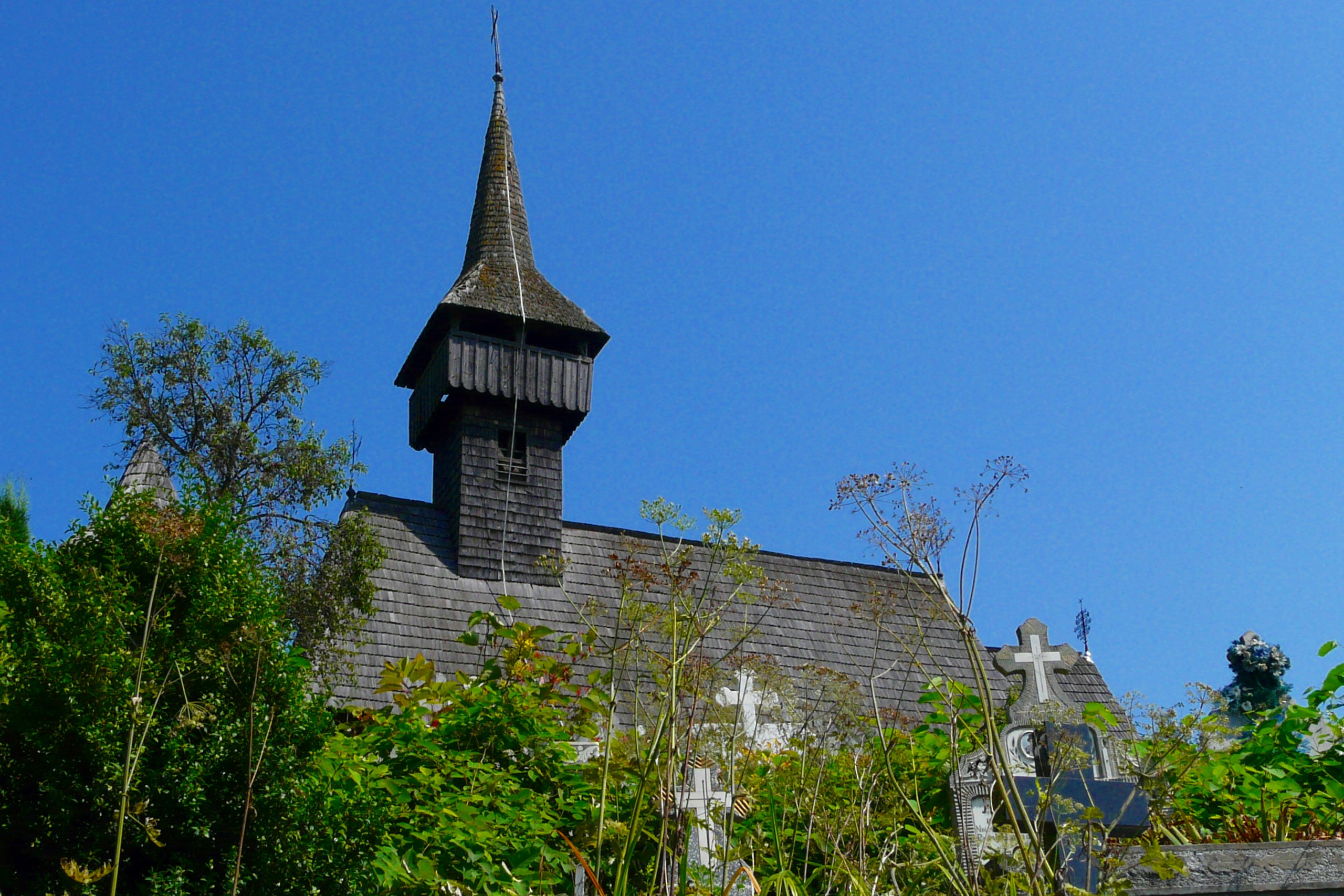
La seconde église en bois de Săliștea de Sus

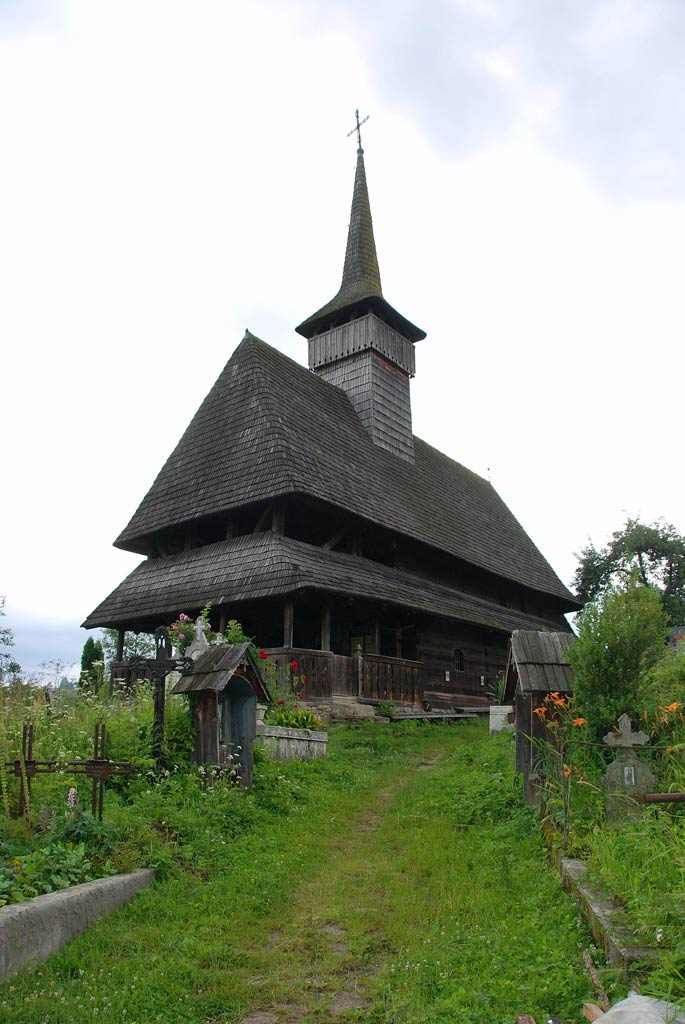
Église en bois de Săliștea de Sus dédiée à St Nicolas

En 2002, 96,8 % de la population était de religion orthodoxe, 1,1 % baptiste et 1,5 % appartenait à l'Église grecque-catholique roumaine.

## Démographie
La ville, très majoritairement roumaine dès le début du XXe siècle, comptait une minorité juive conséquente qui a été exterminée pendant la Shoah.
Le recensement de 1910 comptait 2 779 Roumains (85 %) et 466 Allemands (14,3 %).
Le recensement de 1930 comptait 3 235 Roumains (89,3 %) et 377 Juifs (10,4 %).
Le recensement de 2002 compte 5 185 Roumains (99,8 %).
| 1880  | 1900  | 1910  | 1930  | 1956  | 1977  | 1992  | 2002  | 2007  |
| ----- | ----- | ----- | ----- | ----- | ----- | ----- | ----- | ----- |
| 2 166 | 2 793 | 3 265 | 3 624 | 4 841 | 5 460 | 5 814 | 5 196 | 5 196 |

Lors du recensement de 2011, 97,99 % de la population se déclarent roumains (1,96 % ne déclarent pas d'appartenance ethnique et 0,04 % déclarent appartenir à une autre ethnie).

## Politique
| Parti | Parti                                            | Sièges |
| ----- | ------------------------------------------------ | ------ |
|       | Parti social-démocrate (PSD)                     | 9      |
|       | Parti national libéral (PNL)                     | 3      |
|       | PRM (PRM)                                        | 1      |
|       | Parti écologiste roumain (ALDE)                  | 1      |
|       | Parti national paysan chrétien-démocrate (PNȚCD) | 1      |

## Économie
La commune dispose de 3 400 ha de terres agricoles et de 2 778 ha de forêts.

## Jumelages
Dinant (Belgique)